# Pseudopharaphodius apicesetosus
Pseudopharaphodius apicesetosus är en skalbaggsart som beskrevs av Clement 1969. Pseudopharaphodius apicesetosus ingår i släktet Pseudopharaphodius och familjen Aphodiidae. Inga underarter finns listade i Catalogue of Life.